# Kate Fleetwood
Kate Fleetwood (Cirencester, 24 settembre 1972) è un'attrice britannica, nota soprattutto per aver interpretato Mary Cattermole in Harry Potter e i Doni della Morte - Parte 1.

## Biografia
Kate Fleetwood è attiva prevalentemente in campo teatrale. La sua performance nel ruolo di Lady Macbeth a Broadway nel 2008 le ha valso una candidatura al Tony Award alla miglior attrice protagonista in uno spettacolo e nel 2012 riceve una candidatura al Laurence Olivier Award alla migliore attrice in un musical per London Road.
Nel grande schermo è nota soprattutto per aver interpretato, nel 2010, Mary Cattermole nel film Harry Potter e i Doni della Morte - Parte 1. Ha ricoperto inoltre il ruolo della Regina Luna, madre di Stella, in Fate: The Winx Saga.
Dal 2021 al 2025 ha interpretato Liandrin Guirale nella serie di Amazon MGM Studios La Ruota del Tempo.

## Vita privata
Fleetwood è sposata con il regista Rupert Goold dal 2001 e la coppia ha avuto due figli, un maschio e una femmina.

## Filmografia parziale

### Attrice

#### Cinema
- La fiera della vanità (Vanity Fair), regia di Mira Nair (2004)
- Elizabeth: The Golden Age, regia di Shekhar Kapur (2007)
- Harry Potter e i Doni della Morte - Parte 1 (Harry Potter and the Deathly Hallows - Part 1), regia di David Yates (2010)
- Les Misérables, regia di Tom Hooper (2012)
- Philomena, regia di Stephen Frears (2013)
- London Road, regia di Rufus Norris (2015)
- Star Wars - Il risveglio della Forza (Star Wars: The Force Awakens), regia di J. J. Abrams (2015)
- Beirut, regia di Brad Anderson (2018)
- Choose or Die, regia di Toby Meakins (2022)
- Scoop, regia di Philip Martin (2024)

#### Televisione
- Getting Hurt, regia di Ben Bolt – film TV (1998)
- Holby City – serie TV, episodio 3x17 (2001)
- EastEnders – serial TV, 5 puntate (2001)
- Doctors – serial TV, 1 puntata (2002)
- Metropolitan Police (The Bill) – serie TV, episodi 20x24-20x25 (2004)
- Testimoni silenziosi (Silent Witness) – serie TV, episodi 8x03-8x04 (2004)
- L'ispettore Barnaby (Midsomer Murders) – serie TV, episodio 8x08 (2005)
- Foyle's War – serie TV, episodio 4x04 (2007)
- Hustle - I signori della truffa (Hustle) – serie TV, episodio 5x05 (2009)
- Waking the Dead – serie TV, episodi 8x03-8x04 (2009)
- Casualty 1909 – serie TV, episodio 1x04 (2009)
- Macbeth, regia di Rupert Goold – film TV (2010)
- The Widower, regia di Paul Whittington – miniserie TV (2014)
- Guerra e pace (War & Peace), regia di Tom Harper – miniserie TV, puntata 4 (2016)
- Harlots – serie TV, 24 episodi (2017-2019)
- Victoria – serie TV, 8 episodi (2019)
- Brave New World – serie TV, 4 episodi (2020)
- Fate - The Winx Saga – serie TV, 4 episodi (2021-2022)
- La Ruota del Tempo (The Wheel of Time) – serie TV, 16 episodi (2021-2025)
- Rain Dogs – serie TV, episodio 1x04 (2023)
- Mary & George, regia di Oliver Hermanus, Alex Winckler e Florian Cossen – miniserie TV, puntata 3 (2024)
- Big Mood – serie TV, episodio 1x05 (2024)

### Doppiatrice
- Harry Potter e i Doni della Morte - Parte 1 (Harry Potter and the Deathly Hallows – Part 1) – videogioco (2010)
- Assassin's Creed IV: Black Flag – videogioco (2013)
- Mass Effect: Andromeda – videogioco (2017)
- Anthem – videogioco (2019)
- Sniper Ghost Warrior Contracts 2 – videogioco (2021)
- Dragon Age: The Veilguard – videogioco (2024)

## Doppiatrici italiane
Nelle versioni in italiano delle opere in cui ha recitato, Kate Fleetwood è stata doppiata da:
- Francesca Fiorentini in Testimoni silenziosi
- Gemma Donati in Philomena
- Cinzia De Carolis ne La legge di Murphy
- Laura Romano in Fate - The Winx Saga (st. 1)
- Claudia Razzi in Fate - The Winx Saga (st. 2)
- Giuppy Izzo ne La Ruota del Tempo
- Rossella Acerbo in Mary & George

Come doppiatrice è stata sostituita da:
- Elda Olivieri in Harry Potter e i Doni della Morte - Parte 1 (videogioco)